# Се (Порталегри)
Се (порт. Sé) — район (фрегезия) в Португалии, входит в округ Порталегри. Является составной частью муниципалитета Порталегри. По старому административному делению входил в провинцию Алту-Алентежу. Входит в экономико-статистический субрегион Алту-Алентежу, который входит в Алентежу. Население составляет 9987 человек на 2001 год. Занимает площадь 11,22 км².